# La città dolente
La città dolente è un film italiano del 1949 diretto da Mario Bonnard.
Si tratta del primo film a trattare il recente orrore delle foibe e del regime socialista di Tito nelle terre italiane da poco passate alla Jugoslavia. La pellicola contiene alcune scene documentarie (dirette da Enrico Moretti) sull'esodo istriano.

## Trama
In seguito ai Trattati di Parigi la città di Pola e il suo territorio vengono assegnati alla recente costituita nazione jugoslava. 
La maggioranza degli italiani è partita (28.000 su circa 31.000 abitanti), costretta ad abbandonare tutto al momento dell'evacuazione organizzata da Roma tramite la motonave Toscana. Solo pochi di loro vengono convinti a restare, e tra questi vi è Berto, giovane e umilissimo operaio lusingato dalla promessa di diventare padrone di una delle fabbriche sottoposte a prossima nazionalizzazione forzata. 
Promessa ovviamente non mantenuta dal regime comunista che ostacola la permanenza degli optanti. In un clima sempre più oppressivo e di forte angoscia per la propria sorte, con l'aiuto di una funzionaria governativa jugoslava riesce a fare partire per Trieste la moglie Silvana ed il figlio, a cui promette di tornare quanto prima possibile; però il poverino viene invece rinchiuso in un campo di concentramento, per aver rifiutato di aiutare il regime istauratosi.
Riuscito a fuggire e raggiunta la costa, ruba una barca con la quale spera di raggiungere l'Italia, ma proprio quando sta per mettere piede a bordo, viene raggiunto da una raffica di mitra, che lo fredda senza indugio: infatti l'ultima cosa che si ode, nello schermo divenuto ormai tutto nero, è uno sparo.

## Produzione
Coproduzione "Istria" - Scalera Film, La città dolente è l'unico film con Barbara Costanova (qui nel ruolo di Silvana), mai più apparsa in altre pellicole.

### Riprese
Il film venne girato totalmente tra Cinecittà e Civitavecchia, con scenografie basate sui paesaggi tipici della regione istriana.

## Distribuzione
Il film venne distribuito nelle sale cinematografiche italiane il 4 marzo 1949, ricevendo tuttavia un basso pubblico e riscontro.
Riceve, successivamente, diversi passaggi televisivi, da ultimo il 10 febbraio 2021, in occasione del Giorno del ricordo. La pellicola è stata poi proiettata, molti anni dopo nel 2008, anche nella retrospettiva Questi fantasmi: Cinema italiano ritrovato al 65ª Mostra internazionale d'arte cinematografica di Venezia.

## Accoglienza

### Critica
(Leo Pestelli, Stampa Sera, 8 aprile 1949)
(Segnalazioni cinematografiche, recensione del 1949)
Il film è stato, molti anni dopo, selezionato tra i primi posti della lista dei 100 film italiani da salvare.